# عملية ترقوميا 2024
عملية ترقوميا 2024 أو عملية الخليل 2024 أو حادث إطلاق النار عند حاجز ترقوميا هو هجوم مسلح نفذه مقاوم فلسطيني على الطريق 35 عند حاجز ترقوميا غرب الخليل بالضفة الغربية، في 1 سبتمبر 2024. مما أسفر عن مقتل 3 من الشرطة الإسرائيلية، فيما قتلت القوات الإسرائيلية المهاجم لاحقاً.

## تطورت سابقة
أطلقت إسرائيل عملية عسكرية في الضفة الغربية منذ 28 أغسطس 2024، وهي أكبر عملية توغل في الأراضي المحتلة منذ عقود. وجاء إطلاق النار في أعقاب هجومين آخرين في غوش عتصيون وقعا في اليوم السابق، بما في ذلك تفجير سيارة وعبوة ناسفة على جانب الطريق. وفي جميع الهجمات، كان المهاجمون من الخليل. وقعت هذه الأحداث بعد وقت قصير من دعوة المسؤول الكبير في حماس والزعيم السابق خالد مشعل إلى استئناف العمليات الاستشهادية ضد إسرائيل.

## الهجوم
أطلق مسلح فلسطيني النار من سيارة مارة على سيارة لضباط شرطة إسرائيليين بعد الساعة التاسعة صباحاً بقليل، مما أدى إلى مقتل ضابطين في موقع الهجوم فيما توفي ثالث متأثراً بجراحه (رجل وامرأة في الثلاثينيات من العمر ورجل في الخمسينيات). تخلى المهاجم عن السيارة لاحقاً على جانب الطريق، وهرب سيراً على الأقدام، فيما يُعتقد أنهم كانوا أكثر من مسلح. وقالت إذاعة كان الإسرائيلية ضمن تفاصيل العملية، إن المنفذين أطلقوا 11 رصاصة على السيارة المستهدفة قرب حاجز ترقوميا وأضافت إذاعة الجيش الإسرائيلي أن المهاجمين أطلقوا النار من مسافة كيلومتر واحد عن حاجز ترقوميا.
عثرت القوات الإسرائيلية على سيارة المهاجمين لاحقاً وأطلقت عملية بحث وتمشيط داهمت خلالها بلدة إذنا في الخليل واعتقلت عدداً من الأشخاص. لاحقاً حاصر جنود من وحدة دوفدفان المنزل الذي تحصن فيه المهاجم وقصفوه بصاروخ مضاد للدبابات مما أدى إلى مقتله.

## هوية المهاجم
أُعلن عن منفذ الهجوم وهو مهند محمد محمود العسود (34 عاماً)، من بلدة إذنا بالخليل. وهو من مواليد الأردن وعاد إلى فلسطين في 1998 مع أسرته بعد الحصول على لم شمل، وكان عنصراً في جهاز حرس الرئيس الفلسطيني قبل استقالته في 2015. وقد أعلنت كتيبة خليل الرحمن التابعة لكتائب شهداء الأقصى مسؤوليتها عن الهجوم والذي باركته حماس.